# 클렘 베번스

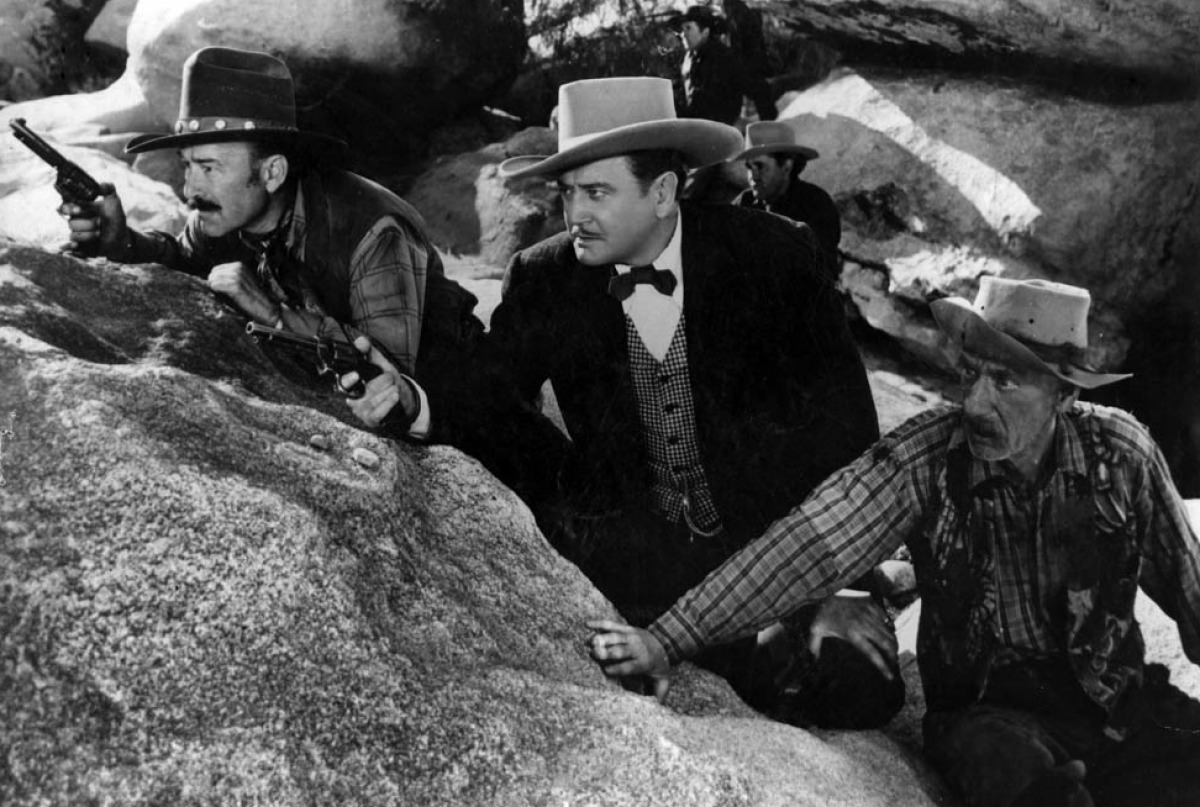

클렘 베번스(Clem Bevans, 1879년 10월 16일 ~ 1963년 8월 11일)는 미국의 배우이다.
우들랜드힐스에서 사망하였다.

## 영화
- 하비 (1950년)
- 페일페이스 (1948년)
- 문라이징 (1948년)
- 제니의 초상 (1948년)
- 모닝 비컴 일렉트라 (1947년)
- 웨이크 업 앤 드림 (1946년)
- 애정 (1946년)
- 캡틴 에디 (1945년)
- 더 휴먼 코미디 (1943년)
- 해피 고 럭키 (1943년)
- 럭키 조단 (1942년)
- 파괴 공작원 (1942년)
- 백주의 탈출 (1942년)
- 요크 상사 (1941년)
- 고 웨스트 (1940년)
- 바보의 기쁨 (1939년)
- 닷지 시티 (1939년)
- 제노비아 (1939년)
- 코멧 오버 브로드웨이 (1938년)
- 오브 휴먼 하츠 (1938년)
- 리듬 온 더 레인지 (1936년)
- 웨이 다운 이스트 (1935년)